# ¡Sorpresa!
¡Sorpresa! é um canal de televisão infantil americano de língua espanhola, voltado para crianças entre 2 a 11 anos com a programação de filmes educacionais e desenhos animados. Está atualmente disponível nos Estados Unidos e Porto Rico por várias operadoras de televisão a cabo e plataformas de televisão móvel e banda larga de terceiros, incluindo VEMOX, Brightcove e MobiTV.

## História
O canal foi lançado pela Firestone Communications em 15 de março de 2003 e inicialmente dedicava a programação matutina e diurna para crianças do pré-escolar com animações, séries pré-escolares e documentários. A programação noturna era voltada ao público pré-adolescentes com comédia, talk shows, game shows, programas de música e filmes.
Em janeiro de 2008, o canal passou a transmitir para Porto Rico após um acordo com a Liberty Cablevision.
Em 2009, foi adquirida pela empresa Olympusat com alcance de até 1 milhão de residências. As informações de valores da negociação não foram divulgadas.
Em 2012, fechou um acordo com a Cookie Jar Entertainment que previa a criação de projetos em parceria e a disponibilização de desenhos clássicos de sua biblioteca como The Busy World of Richard Scarry, Arthur e Strawberry Shortcake.